# Rivula biatomea
Rivula biatomea là một loài bướm đêm trong họ Erebidae.